# Антрак
Антрак — деревня в Шатровском районе Курганской области.

## История
До 1917 года в составе Яутлинской волости Шадринского уезда Пермской губернии. По данным на 1926 год состояла из 267 хозяйств. В административном отношении являлась центром Антракского сельсовета Шатровского района Тюменского округа Уральской области.

## Население
| 1989 | 2002 | 2010 |
| ---- | ---- | ---- |
| 211  | ↘51  | ↘3   |

По данным переписи 1926 года в деревне проживало 1222 человека (562 мужчины и 660 женщин), в том числе: русские составляли 100 % населения.